# دوزنده‌واران
دوزنده‌واران (نام علمی: Aeshnoidea) نام یک بالاخانواده از زیرراسته آسیابک است.